# Île de Raine
L’île de Raine (en anglais, Raine Island) est une caye recouverte de végétation,  de 32 hectares de superficie totale, et situé au large du Nord-Est de l'Australie, sur la bordure extérieure de la Grande Barrière de corail.  
Sur l'île de Raine se trouve une balise de pierre édifiée en 1844, qui est la plus ancienne construction européenne de l'Australie tropicale.
L'île abrite d'autre part ce qui est la plus grande concentration mondiale restante de tortues vertes (Chelonia mydas).